# Maximiliano Rescia
Maximiliano Rescia (Florida, Buenos Aires, 29 de octubre de 1987) es un jugador de fútbol sala argentino. Fue ganador de la Copa Mundial de 2016 con Argentina.

## Trayectoria
Rescia surgió del club Pinocho. Ganó cuatro veces el Campeonato de Futsal AFA antes de partir hacia Italia, donde jugó ocho años (con un breve retorno a Pinocho en el 2013 para disputar el Torneo Nacional de Futsal).
En junio de 2016, mientras se encontraba en la India jugando en la primera temporada de la Premier Futsal League, fue fichado por el Catgas Santa Coloma, haciendo así su debut en la Primera División de España. Tras una temporada allí, regresó a Italia, pero en abril de 2018 volvió al futsal español contratado por el Levante UD FS, club con el que jugaría los siguientes cuatro años.
En julio de 2022 se unió al Anderlecht Futsal de la División I de Bélgica.

### Clubes
| Club                | País      | Año             |
| ------------------- | --------- | --------------- |
| Pinocho             | Argentina | 2005 - 2008     |
| Napoli              | Italia    | 2008 - 2009     |
| Napoli Barrese      | Italia    | 2009 - 2010     |
| Futsal Samb         | Italia    | 2010 - 2011     |
| Cogianco Genzano    | Italia    | 2011 - 2013     |
| Pinocho             | Argentina | 2013            |
| Acqua e Sapone      | Italia    | 2013            |
| Real Rieti          | Italia    | 2013 - 2014     |
| Pescara             | Italia    | 2014 - 2016     |
| Bengaluru           | India     | 2016            |
| Catgas Santa Coloma | España    | 2016 - 2017     |
| Pescara             | Italia    | 2017 - 2018     |
| Levante UD FS       | España    | 2018 - 2022     |
| Anderlecht Futsal   | Bélgica   | 2022 - 2023     |
| Pinocho             | Argentina | 2023            |
| L84                 | Italia    | 2023 - Presente |

## Selección nacional
Rescia disputó el Sudamericano de Futsal Sub-20 de 2006. Ese mismo año hizo su debut con la selección abosluta.
Participó de cuatro ediciones de la Copa Mundial de Futsal: 2008, 2012, 2016 y 2021, siendo campeón en la tercera y subcampeón en la cuarta. 
Asimismo ganó la Copa Confederaciones de 2014 y la Copa América de 2022. 